# Diáspora brasileira
A diáspora brasileira é composta por brasileiros que emigraram para outros países, um fenômeno impulsionado principalmente por problemas econômicos e sociais que afligiram o Brasil principalmente no final da ditadura militar e, mais recentemente, na crise econômica de 2014. A emigração ocorrida a partir dessa crise, conforme Pedro Brites, "representa a maior diáspora da história brasileira".

## Motivos para a diáspora
Historicamente, o Brasil recebeu imigrantes de diversas as partes do mundo, sendo apontado em pesquisas como "provavelmente, o país mais miscigenado do mundo". Em sua história recente, todavia, o país passou a vivenciar o contrário, com um grande número de cidadãos deixando país e a entrada de imigrantes estrangeiros passou a diminuir, mas ainda segue sendo um grande receptor de estrangeiros, especialmente chineses e venezuelanos, onde este segundo teve o número de fluxo migratório aumentado em 922% entre os anos de 2015 e 2017.
Foi na década de 1980 que o Brasil tornou-se um país de emigração, onde mais pessoas passaram a sair do país do que a entrar. Entre 1980 e 1990, o país teve uma perda líquida de aproximadamente 1,8 milhão de pessoas, correspondendo a 1,6% da população residente no Brasil em 1990. A maioria dos brasileiros que deixaram o país na década de 1980 não voltou, dando início à diáspora brasileira. Entre 1991 e 2000, o saldo migratório também foi negativo, estimado em 550 mil pessoas, respondendo a 0,4% da população brasileira em 2000. No ano 2000, o número de emigrantes brasileiros, segundo dados estimativos do Itamaraty, era de 2 milhões, número que subiu para 3,7 milhões, em 2008.
Pesquisadores ressaltam que os emigrantes não pertencem às camadas mais pobres da sociedade, uma vez que se mudar para o exterior exige despender considerável volume de recursos que não são acessíveis à grande parte da população. Trata-se, em grande medida, de uma classe média empobrecida que, sofrendo com a redução de nível de renda, busca em países mais desenvolvidos (em particular Estados Unidos, Japão e países da Europa) maiores oportunidades de ascensão social.
Para Pedro Brites, professor da Fundação Getulio Vargas, há três motivos principais para a diáspora recente (da crise de 2014 até hoje):
1. Econômicos
2. Instabilidade política
3. Violência urbana crônica.[8][9]

## Demografia

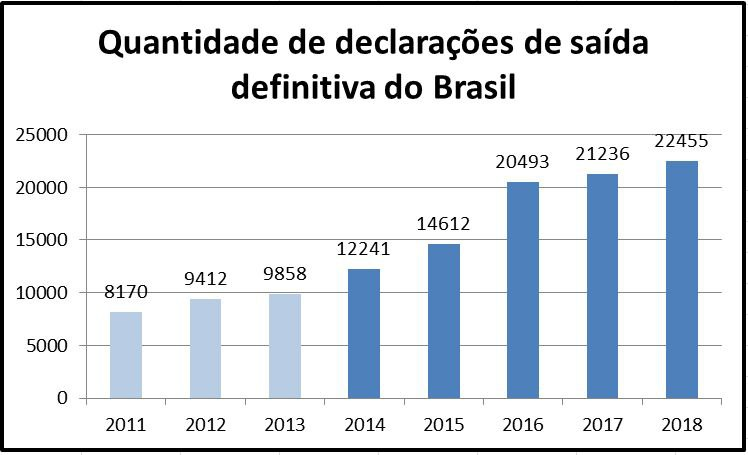
Quantidade de declarações de saída definitiva do Brasil, de 2011 a 2018. Essa elevação no número de emigrantes deveu-se principalmente à crise econômica de 2014 e à falta de segurança. (Fonte:Receita Federal.)

Segundo estimativas do Ministério das Relações Exteriores, havia até 2022 cerca de 4,5 milhões de brasileiros que vivem no exterior, concentrados principal e respectivamente nos Estados Unidos (1.900.000), Portugal (360.000), Paraguai (254.000), Reino Unido (220.000), Japão (206.990), Espanha (165.000), Alemanha (160.000), Itália (157.000) e Canadá (133.170). O departamento ultramarino francês da Guiana Francesa abrigava, sozinho, até 2022, por volta de 91.500 brasileiros.

### América do Norte

#### Estados Unidos
Segundo o Itamaraty, há mais de 1 milhão de brasileiros morando nos Estados Unidos, sendo que 475.000 deles estão na Flórida (notadamente em Miami e Orlando). As principais concentrações estão em Nova York, Massachusetts, Nova Jersey, Connecticut, Geórgia, Flórida e Califórnia.
A rua West 46th tem sido historicamente um centro comercial de brasileiros que vivem ou visitam a cidade de Nova York. Em 1995, a cidade a reconheceu oficialmente como a "Little Brazil Street."
Em Massachusetts, há uma concentração muito significativa de imigrantes brasileiros na cidade de Framingham, que nos últimos anos tem se espalhado para as cidades vizinhas de Marlborough e Hudson, entre outras. Na comunidade brasileira é dito que Framingham e Pompano Beach, na Flórida, têm as maiores concentrações de brasileiros nos Estados Unidos. As comunidades brasileiras nessas cidades são vibrantes, tendo contribuído muito para a cultura e a gastronomia local, mas os imigrantes brasileiros muitas vezes se sentem discriminados e são muitas vezes considerados imigrantes ilegais por seus vizinhos não-brasileiros.
Um número desproporcional de brasileiros que emigraram para os Estados Unidos vieram da cidade de Governador Valadares, no estado de Minas Gerais.

#### Canadá
Há uma estimativa de 121.950 brasileiros que vivem no Canadá. As principais concentrações estão em Toronto, Montreal, Vancouver e Calgary.

#### México
Os brasileiros residentes no México são principalmente empresários, comerciantes, modelos, escoltas, atletas, estudantes, acadêmicos e cientistas. Há grandes comunidades brasileiras na Cidade do México, Guadalajara, Monterrey, Puebla e Ensenada. Existe também uma presença brasileira em Riviera Maya. Esta comunidade em 2009 era formada por 4 532 pessoas.

### América Central e Sul

#### Argentina
Até o final de 2020, mais de 89 000 brasileiros viviam na Argentina, sendo que o país contabilizou um aumento de 80,81% no número de imigrantes brasileiros entre os anos de 2016 e 2017. Há um número crescente de estudantes brasileiros que buscam as universidades argentinas para cursar o ensino superior, sobretudo na área de medicina. As principais colônias brasileiras estão na capital, Buenos Aires, seguida por Córdova, Mendoza e nas fronteiriças Paso de los Libres e Puerto Iguazú.

#### Bolívia
Cerca de 18 600 brasileiros viviam na Bolívia, mais de um terço ilegalmente, de acordo com os registros do Ministério do Exterior brasileiro em 2006. Cerca de 13 000 deles vivem na região da planície que faz fronteira com o Brasil.

#### Paraguai
Brasileiros e seus descendentes que vivem no Paraguai são chamados "brasiguaios" e são estimados em mais de 240 000 pelo Itamaraty. Esta numerosa comunidade está envolvida principalmente na agricultura e possui vários lotes de terras no país sul-americano.

#### Uruguai
Em 2022, conforme relatório do Ministério das Relações Exteriores brasileiro, aproximadamente 59.090 brasileiros residiam no Uruguai.

### Europa

#### Reino Unido
O Censo de 1991 registrou 9 301 brasileiros nascidos no Reino Unido e o Censo de 2001 registrou 15 215. Em 2004, o Consulado do Brasil em Londres tinha 13 000 brasileiros registrados como vivendo no Reino Unido. O Office for National Statistics estimativas sugerem que havia 56 000 pessoas nascidos no Brasil residentes no Reino Unido em 2008. Em 2020, o Itamaraty estimou em 220 000 residentes, a comunidade de brasileiros no Reino Unido.

#### Espanha

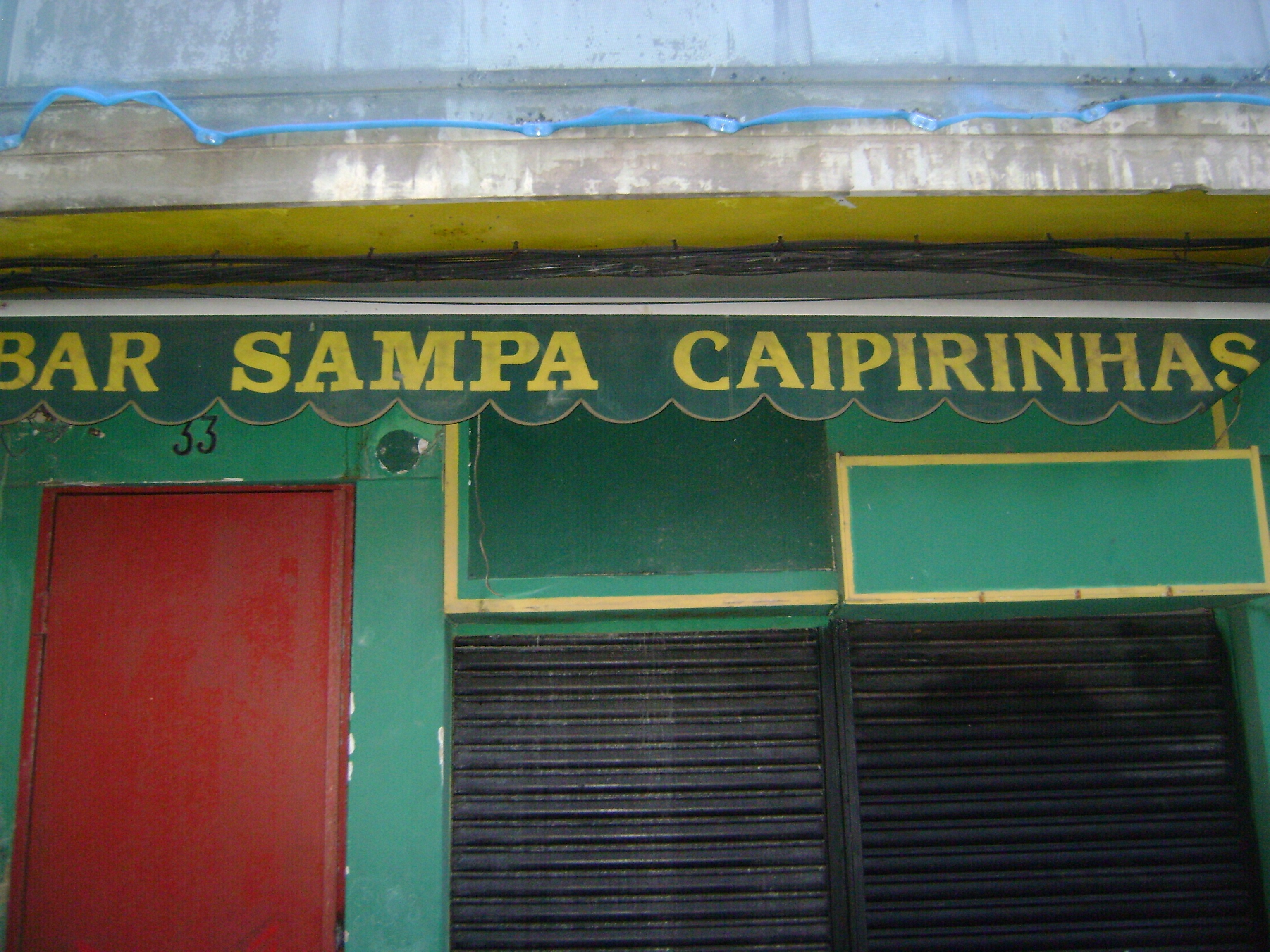
Bar brasileiro em Corunha, Galícia, (Espanha).

### Oriente Médio e Ásia

###### Japão
A maioria dos brasileiros que vivem no Japão são de ascendência japonesa e eles têm migrado para lá desde a década de 1980. Em 2021, o Itamaraty estimou que mais de 211.000 brasileiros vivam no arquipélago japonês. A maioria vive nas cidades de Nagóia com 122.448, de Tóquio com 57.537 e Hamamatsu com 31.153.  Em 2022, o número estimado de brasileiros vivendo no Japão caiu para 206.990 em relação ao ano anterior.

###### China
Segundo maior destino de brasileiros na Ásia, segundo levantamento de 2021 do Itamaraty, o país possui mais de 10 000 brasileiros, concentrados principalmente na cidades de Cantão com 2.500 pessoas, seguido de Xangai com 2 083 e Hong Kong com 700 pessoas.  Em 2022, o número de brasileiros vivendo na China caiu para 5.940 em relação a 2021, segundo cálculos do Ministério das Relações Exteriores do Brasil.

##### Oriente Médio

###### Israel
Segundo maior destino de brasileiros para o oriente médio, segundo levantamento de 2021 do Itamaraty, com 15 000 brasileiros residentes, com a maioria deles vivendo na cidade de Tel Aviv. Isso principalmente se deve, a uma grande comunidade judaica no Brasil que principalmente fugiu de conflitos e perseguições da Europa para o Brasil entre anos de 1920 e 1939. 

###### Palestina
Terceiro maior destino de brasileiros para o oriente médio, segundo levantamento de 2021 do Itamaraty, a palestina possui cerca de 6 000 brasileiro com contato com o Escritório de Representação do Brasil em Ramalá. 

### Oceania

#### Austrália
Aproximadamente 46.630 brasileiros residiam na Austrália em 2022, segundo estimativas do Ministério das Relações do Brasil, com os nacionais brasileiros concentrando-se principalmente nas cidades de Sydney (32.955) e Canberra (13.675).